# 魏曰郁
魏曰郁（1657年—？），字子质，江苏兴化人，清代进士，知福建漳平，卒于任。

## 生平
康熙十七年（1678）曰祁乡试中举，廿三年（1684）曰郁乡试得中前五名，称为“经魁”。次年与兄魏曰祁同中进士，同被签发任知县。
曰郁任职彰平，爱才育士。曾充任州县同考官，择优取士，被称“得人科”。以教化为务，改变了一方风气，纠正了不少当地的原始习俗。且劝耕助学，深得人心。居彰平领牧五年，中风卒于任上。

## 纪念
父老哀泣，立祠纪念。兴化人在四牌楼为他们立“兄弟联芳”匾以纪念两位尽职的官员。

## 家族
祖父魏应嘉，明兵部左侍郎。
兄魏曰祁。